# Majestas Domini
Die Majestas Domini (lat. für ‚Herrlichkeit des Herrn‘) ist ein besonders im Mittelalter beliebtes Bildschema, bei dem Jesus Christus auf seinem Thron, oft auch in einer Mandorla und umgeben von den vier Symbolen der Evangelisten  dargestellt wird. Die vier geflügelten Wesen sind Ezechiel 1,4–20  und der Offenbarung 4,6–8  entlehnt und werden seit dem 2. Jahrhundert als Sinnbilder der Evangelisten verwendet. Häufig hält Christus in seiner linken Hand das Buch des Lebens und seine rechte ist im Sprech- oder Segensgestus erhoben.

## Herkunft
Die Herrlichkeit Gottes (hebräisch כָּבוֹד kāḇōd, altgriechisch δόξα dóxa – kabod JHWH) erscheint in Exodus 16,10  (im Kontext des Mannawunders) und von daher an vielen Stellen in einer Wolke: In seiner Herrlichkeit zeigt und verhüllt sich Gott zugleich. Doch sie wohnt in seinem Heiligtum, dem Offenbarungszelt bzw. dem Tempel in Jerusalem (vgl. Exodus 40,34 ,1. Buch der Könige 8,11  u.ö.)
Biblische Grundlage für christliche die Darstellung sind vor allem Jesaja 66,1  Der Himmel ist mein Stuhl und die Erde meine Fußbank und Ezechiel 1,26–28  Auf dem, was einem Thron glich, saß eine Gestalt, die wie ein Mensch aussah. Oberhalb von dem, was wie seine Hüften aussah, sah ich etwas wie Feuer und ringsum einen hellen Schein. Wie der Anblick des Regenbogens, der sich an einem Regentag in den Wolken zeigt, so war der helle Schein ringsum. So etwa sah die Herrlichkeit des Herrn aus.

## Entstehung
Nicht als Illustration eines bestimmten Bibelverses, sondern angeregt durch verschiedene biblische Visionen, theologische Deutungen und liturgische Texte, entstand dieser Bildtyp ab dem 5. Jahrhundert. In karolingischer Zeit (639–987) bildete sich die gültige bleibende Darstellungsform heraus. Nach 1300 jedoch verlor der Bildtyp seine Bedeutung.

## Verwendung
Die Majestas-Domini-Darstellungen zieren oft ganzseitig den Beginn von Evangeliaren und füllen Apsiskalotten. Die Kathedralskulptur zeigt sie in den Tympana der Portale.
Das Motiv kommt auch in Verbindung mit anderen Themen vor. Besonders bei Erweiterungen um Motive der Apokalypse (24 Älteste, 12 Apostel) verschiebt sich der Akzent zum Jüngsten Gericht, wie zum Beispiel im Ensemble des Doms Santa Maria in Florenz als Kuppelmosaik im Baptisterium, erschaffen von Giotto im 13./14. Jahrhundert.

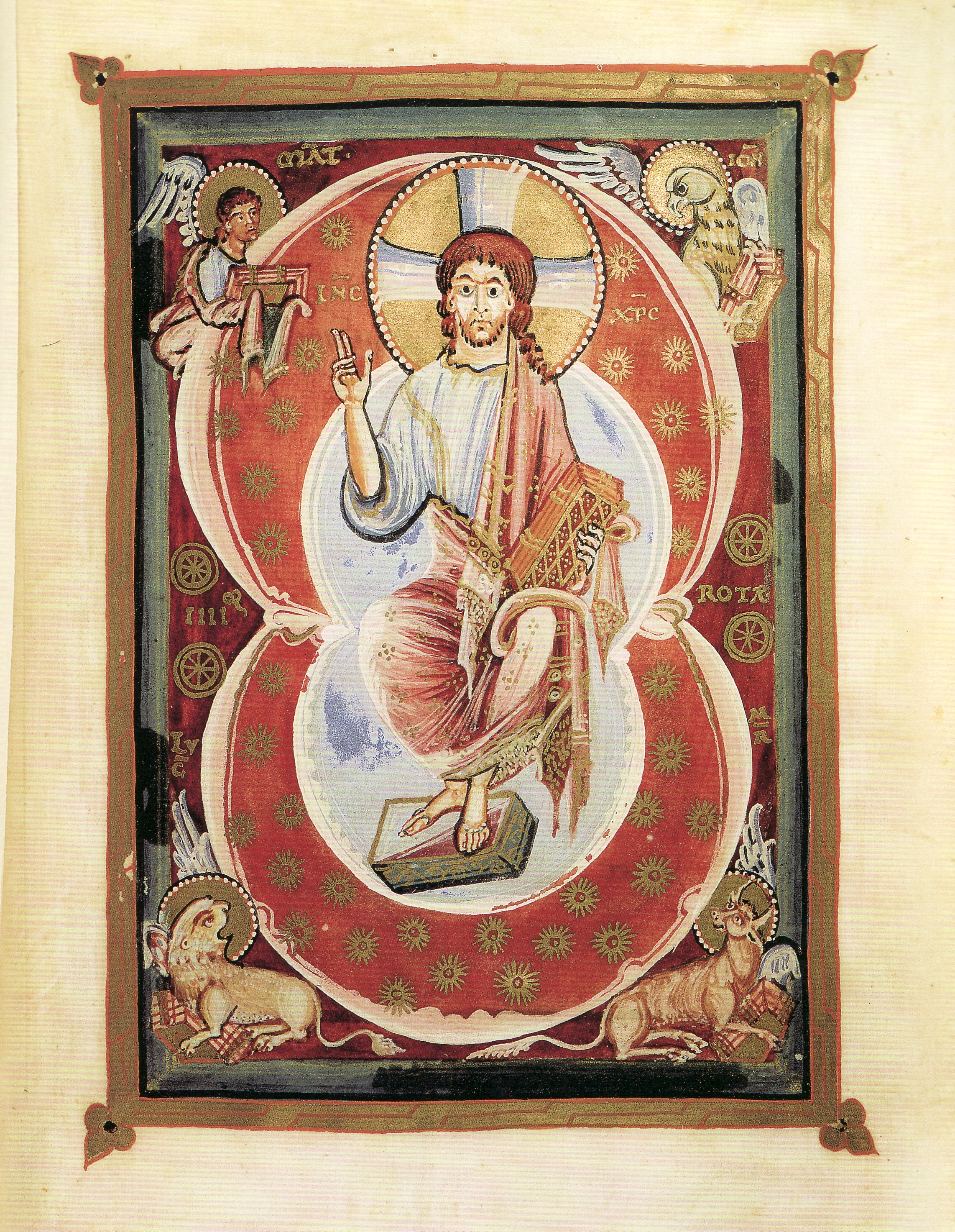
Majestas Domini aus dem Hitda-Codex (Universitäts- und Landesbibliothek Darmstadt, Hs. 1640, fol. 7r)
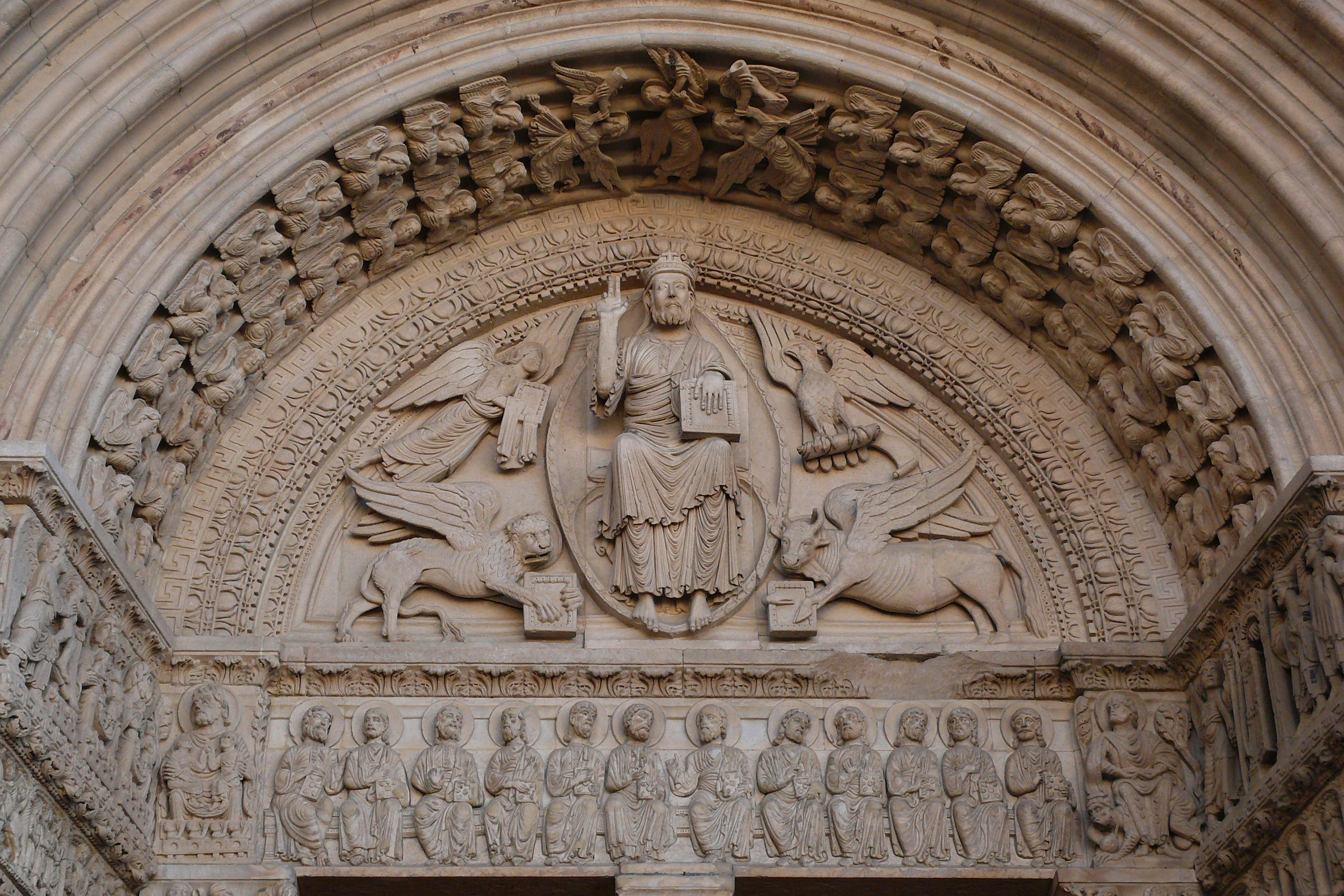
Majestas Domini am Portal der Kathedrale Saint-Trophime in Arles (12. Jahrhundert)
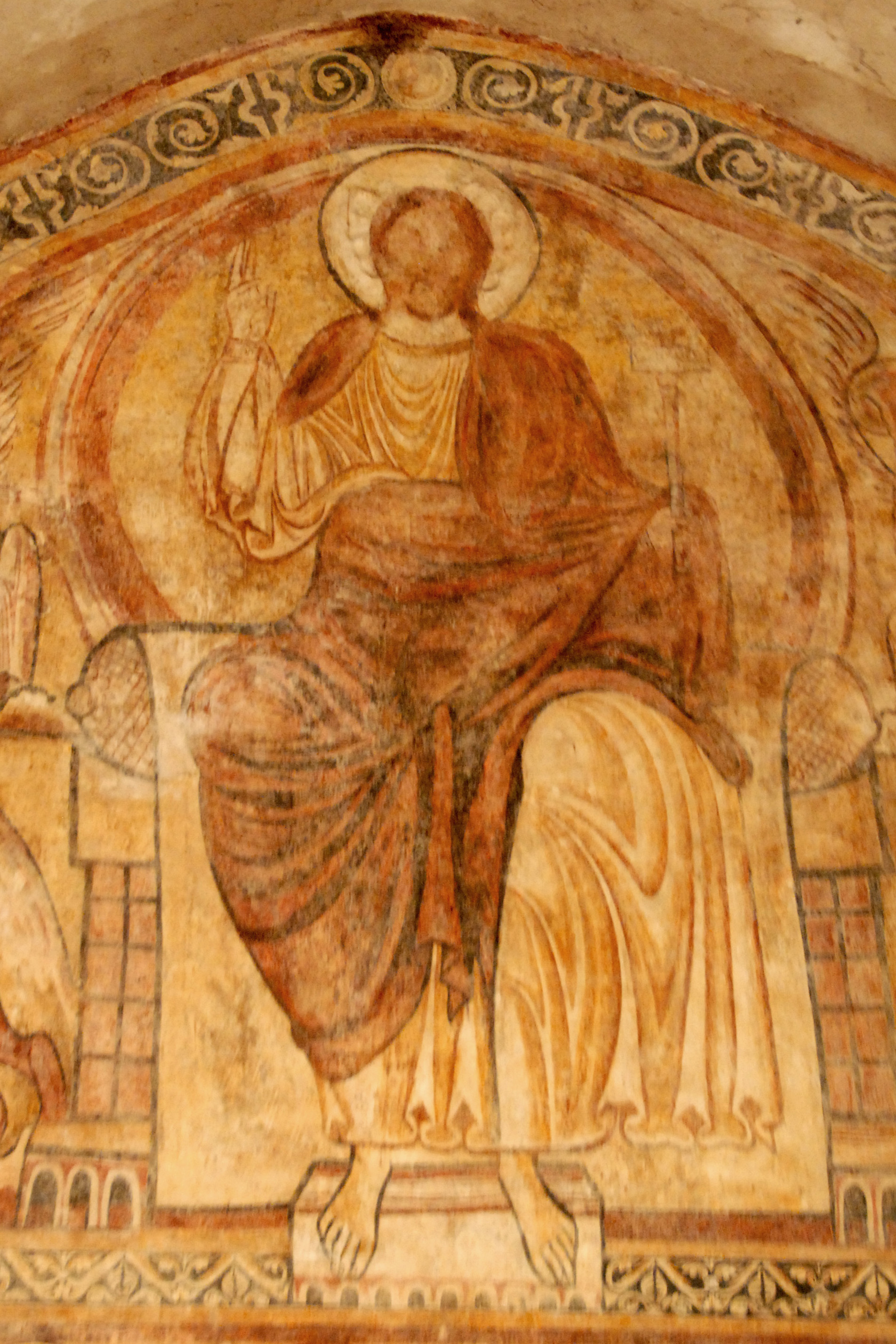
Majestas Domini Abtei Saint-André (Lavaudieu), Ausschnitt aus Fresko im Refektorium
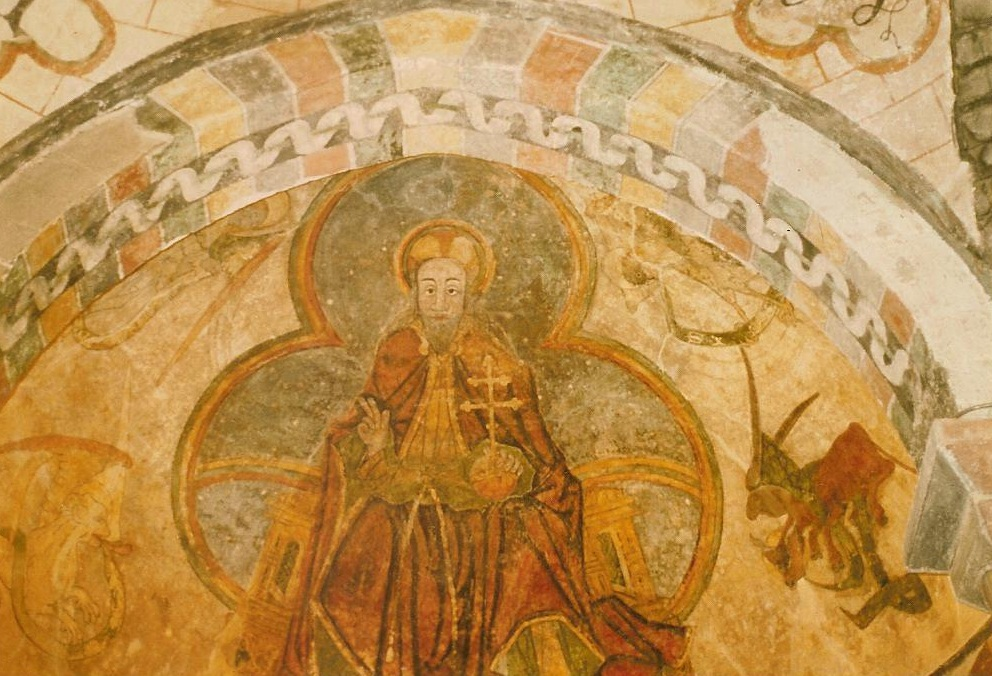
Majestas Domini von Jaleyrac
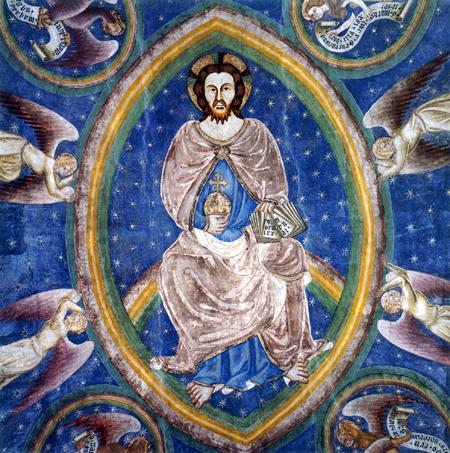
Die Majestas-Domini-Darstellung von ca. 1330/35 in St. Johann im Dorf in Bozen